# Эликон
Элико́н и Элико́н-1 — советские компактные малоформатные дальномерные фотоаппараты бесфутлярной конструкции. Копия фотоаппарата Olympus XA. Производились объединением БелОМО с 1985 года. Выпускались в малом количестве, являются объектом коллекционирования.
Конструкторы фотоаппаратов «Эликон» и «Эликон-1» — В. А. Волков, Е. И. Беглецов, А. А. Черняк.

## Описание конструкции
Корпус дальномерных фотоаппаратов «Эликон» и «Эликон-1» пластмассовый, с откидной задней стенкой. Камеры не нуждаются в футляре, съёмочный объектив, объектив фоторезистора и объектив видоискателя при переноске закрыты сдвижной пластмассовой крышкой. В транспортном положении электронная схема обесточена. Фотоаппараты снабжены темляком.
Фотоаппараты «Эликон» и «Эликон-1» отличаются только конструкцией присоединяемой фотовспышки.

### «Эликон-1»
«Эликон-1» — первый советский фотоаппарат с приставной автоматической фотовспышкой.
К левой боковой стороне фотоаппарата присоединяется через оригинальное крепление автоматическая фотовспышка специальной конструкции «ФЭ-29» с батарейным питанием. Принцип работы автоматики фотовспышки основан на отключении электрического конденсатора большой ёмкости от ксеноновой лампы. Отключение происходит после того, как флэшметр фотовспышки определит, что фотоплёнка экспонирована в достаточной степени.

### «Эликон»
Основное отличие от камеры «Эликон-1» — вместо автоматической фотовспышки специальной конструкции присоединяется кронштейн, позволяющий устанавливать обычную электронную фотовспышку с центральным синхроконтактом.

## Технические характеристики
- Применяемый фотоматериал — 35-мм перфорированная фотоплёнка типа 135 в стандартных кассетах.
- Размер кадра — 24×36 мм.
- Объектив «Минитар-2» 2,8/35. Фокусировка по сопряжённому дальномеру (увеличение окуляра 0,55х, база дальномера 19 мм.). Пределы фокусировки от 0.8 м до бесконечности.
  - Задний фокальный отрезок объектива уменьшен до 9 мм. Объектив пятилинзовый, с многослойным просветлением, три группы линз. Фокусировка производится перемещением средней группы, что также значительно уменьшает размеры камеры.
  - Разрешающая способность — 46 лин/мм в центре кадра, 32 лин/мм по краям. Угол поля зрения — 55°.
- Диафрагмирование объектива от 2,8 до 16. Диафрагма двухлепестковая.
- Совмещённый взвод затвора и перемотки плёнки (головка). Счётчик кадров самосбрасывающийся. Обратная перемотка плёнки типа рулетка. Скрытый замок задней стенки камеры.
- Видоискатель оптический, со подсвеченными рамками для указания границ кадра и компенсации параллакса.
- Затвор с электронным управлением. Диапазон выдержек от 10 — 1/500 сек. Спуск затвора и автоспуск — электронный, со светодиодной индикацией.

## Принцип работы автоматики фотоаппарата
- Источник питания фотоаппарата — два ртутно-цинковых элемента РЦ-53[1]. Комплектовались вкладышем для установки двух меньших по размерам элементов СЦ-32.
- Установка светочувствительности фотоплёнки кольцом, расположенным на передней панели камеры под сдвижной крышкой. Диапазон светочувствительности фотоплёнок от 22 до 350 ед. ГОСТ.
- Фотоаппараты «Эликон» и «Эликон-1» — автоматы с приоритетом диафрагмы. Экспонометрическое устройство с сернисто-кадмиевым (CdS) фоторезистором. Экспокоррекция возможна только изменением значения светочувствительности фотоплёнки.
- В автоматическом режиме затвор отрабатывает бесступенчато выдержку от 10 сек. до 1/500 сек.
- В поле зрения видоискателя расположены светодиоды контроля экспонометрического устройства. Свечение светодиода зелёного цвета означает, что затвор отрабатывает выдержку более 1/30 сек, желательно «открыть» диафрагму. Свечение светодиода красного цвета означает, что затвор отрабатывает выдержку менее 1/500 сек, необходимо «прикрыть» диафрагму.

## «Эликон-2»
В 1990—1992 году БелОМО выпускало «Эликон-2» — шкальную модификацию фотоаппарата «Эликон» с объективом «Минар-2» 3,8/35.
В очень малом количестве выпущен дальномерный «Эликон-2».
Всего выпущено 393 экземпляра.